# Monti Yin
I monti Yin (cinese: 阴山; pinyin e romanizzazione Wade-Giles: Yin Shan) sono una serie di catene montuose nella Regione Autonoma della Mongolia Interna, in Cina settentrionale. Da ovest a est, essi comprendono i monti Lang, Sheyten, Hara-narin, Wula, Daqing e Damaqun. I monti Yin, una barriera che costituisce la linea spartiacque tra bacini interni ed esterni della Cina settentrionale, raggiungono per lo più un'altitudine di circa 2000 m. Le vette più alte, nella parte sud-occidentale dei monti Daqing, raggiungono i 2187 m. Le varie sottocatene corrono all'incirca da est a ovest lungo l'ansa settentrionale dello Huang He (fiume Giallo) a nord dell'altopiano dell'Ordos. Esse hanno una pendenza molto accentuata, presentando un versante meridionale impervio e ripido e un versante settentrionale dolce che sfuma nell'elevato altopiano del deserto del Gobi a nord. I fiumi che scendono dal versante meridionale apportano acque allo Huang He o ai suoi affluenti, il Dahei  a est e il Wujia a ovest. Quelli che scendono dal versante settentrionale, invece, si spingono verso nord, nel deserto; due tra i più lunghi sono i fiumi Xar Moron (in mongolo Shira Muren) e Aibugai (Aibag).
I monti Yin sono costituiti per lo più da antiche rocce metamorfiche, ma in particolare nelle catene meridionali dei monti Wula e Daqing vi sono spessi strati di rocce sedimentarie. Queste ospitano ricche vene di carbone, e grandi miniere di carbone sono all'opera a Shiguaigou per alimentare le centrali elettriche, nonché il gigantesco complesso per la lavorazione del ferro e dell'acciaio della vicina Baotou, che sfrutta anch'esso i minerali di ferro della parte settentrionale dei monti Yin estratti a Bayan Obo. Gran parte della regione dei monti Yin è arida, in particolare le sottocatene occidentali, quali i monti Lang. Nei distretti centrale e orientale il clima è più umido; la vegetazione è costituita per lo più da praterie, con alcuni alberi quali betulle e olmi. Alle quote più elevate (1600-3800 m) compaiono foreste pure di Picea crassifolia, specie di peccio endemica delle montagne centro-settentrionali della Cina.